# 严搏非
严搏非（1954年—），中华人民共和国学者、出版商，上海季风书园创始人及首任董事长兼总经理、三辉图书公司董事长。

## 生平
文革时期曾经是下乡知青。恢复高考后，考入天津轻工业学院机械系，1982年毕业，获得工学学士学位。毕业后在武汉从事机械工程工作两年。1984年考入上海华东师范大学科学哲学和科学史专业，1987年硕士研究生毕业。随后，进入上海社会科学院哲学研究所工作，主要研究方向为科学哲学史和中国近代思想史。1997年辞职，在上海市陕西南路地铁站开设第一家季风书园。1998年底开业。后来扩张到八家书园。2003年之后，书店经营状况由鼎盛时期开始回落。2012年，季风书园转手给于淼。2018年季风书园在中国政府压力下关闭，2024年在华盛顿特区重新开张。